# 虞美人 (词牌)
虞美人，词牌名亦为变体诗。亦称《玉壺冰》、《憶柳曲》、《虞美人令》、《一江春水》。
双调五十六字，前后阕各两仄韵、两平韵，平仄换韵， 每句不同韵，方式是“甲乙丙丁”。

## 词牌格式
註：
平表示平聲，
仄表示仄聲，
仄表示本仄可平，
平表示本平可仄，粗體表示韻腳。
平平仄仄平平仄，仄仄平平仄。平平仄仄仄平平，仄仄平平仄仄仄平平。
平平仄仄平平仄，仄仄平平仄。平平仄仄仄平平，仄仄平平仄仄仄平平。

## 例词
李煜
春花秋月何時了，往事知多少？小樓昨夜又東風，故國不堪回首月明中。
雕闌玉砌應猶在，只是朱顏改。問君能有幾多愁，恰似一江春水向東流。

蘇軾
湖山信是東南美，一望彌千里。使君能得幾回來，便使樽前醉倒更徘徊。
沙河塘裡燈初上，水調誰家唱。夜闌風靜欲歸時，惟有一江明月碧琉璃。

晏幾道
飛花自有牽情處，不向枝邊墜。隨風飄蕩已堪愁，更伴東流流水 、遇秦樓。
樓中翠黛含春怨，閒倚闌干遍。自彈雙淚惜春紅，暗恨玉顏光景、与花同。
纳兰性德
曲阑深处重相见，匀泪偎人颤。凄凉别后两应同，最是不胜清怨月明中。
半生已分孤眠过，山枕檀痕涴。忆来何事最销魂，第一折技花样画罗裙。

蔣捷
少年聽雨歌樓上，紅燭昏羅帳。壯年聽雨客舟中，江闊雲低，斷雁叫西風。
而今聽雨僧廬下，鬢已星星也。悲歡離合總無情，一任階前，點滴到天明。